# 252 Clementina
252 Clementina är en asteroid i asteroidbältet, upptäckt 11 oktober 1885 av den franske astronomen Henri Joseph Anastase Perrotin i Nice. Ursprunget till namnet är okänt, men det har spekulerats om att det var namnet på en av Perrotins katter.